# Redigobius tambujon
Redigobius tambujon е вид бодлоперка от семейство Попчеви (Gobiidae). Видът не е застрашен от изчезване.

## Разпространение и местообитание
Разпространен е в Индия (Андамански острови), Индонезия, Нова Каледония, Палау, Папуа Нова Гвинея, Соломонови острови и Филипини.
Обитава пясъчните и скалисти дъна на сладководни и полусолени басейни, морета и потоци.

## Описание
На дължина достигат до 4,5 cm.